# Martin Ganslmeier
Martin Ganslmeier (* 1964 in Hamburg) ist ein deutscher Journalist. Seit 2024 leitet er den Hörfunkanteil des ARD-Auslandsstudios in New York.

## Leben und Karriere
Martin Ganslmeier studierte Germanistik, Politische Wissenschaften und Philosophie in Bonn und Wisconsin.
Er begann seine journalistische Tätigkeit beim Saarländischen Rundfunk. Zwölf Jahre war er dort Reporter, Moderator und Redakteur und ab 2003 fünf Jahre Leiter der Intendanz. 1998 bis 1999 berichtete Ganslmeier als Korrespondent aus der amerikanischen Hauptstadt Washington, D.C.
Ab 2008 war er Leiter der Intendanz des Norddeutschen Rundfunks. Ganslmeier war zuständig für ARD-Themen, die Zusammenarbeit mit den Gremien, die Medienforschung und das Marketing des Senders in Norddeutschland. Weiterhin lagen die trimediale Zusammenarbeit und andere direktionsübergreifende Themen in seiner Zuständigkeit. 
Ab Juli 2012 war Ganslmeier Hörfunkkorrespondent des NDR in Washington. Ab Juli 2014 leitete er das damalige gemeinsame Hörfunkstudio von NDR und WDR in Washington. Am 1. Januar 2015 übernahm er die Leitung des neu geschaffenen ARD-Hörfunkstudios in Washington, in dem alle ARD-Anstalten vertreten sind.
Nach sieben Jahren als USA-Korrespondent arbeitete Ganslmeier ab 2020 als Leiter der Gemeinschaftsredaktion Radio und crossmedialer Koordinator im ARD-Hauptstadtstudio in Berlin.
Am 1. Juli 2024 wechselte Ganslmeier wieder in die USA als Leiter und Korrespondent des ARD-Hörfunkstudios New York.